# SNB D 1/3
SNB D 1/3 – szwajcarska lokomotywa parowa wyprodukowana w 1847 roku dla kolei szwajcarskich. Zachowany parowóz jest czynnym eksponatem zabytkowym w Szwajcarii.